# Astrampsico Mago
Astrampsico Mago (in greco Ἀστραμψύχος; Persia, IV secolo a.C. – ...) è stato un poeta greco antico.

## Biografia
Vissuto non prima del IV secolo a.C., Astrampsico sarebbe stato un appartenente alla classe sacerdotale dei magi, vissuto in Persia prima della conquista dell'impero ad opera di Alessandro Magno.

## Opere
Il lessico Suda gli attribuisce un'opera Sull'interpretazione dei sogni (Ὀνειροκριτικόν).

Altra opera a lui attribuita da Suda  è anche un Trattato sulle malattie degli asini e sulle relative cure (Bιβλίον ἰατρικὸν εἰς ὄνων θεραπείαν).